# Кондинское (Курганская область)
Кондинское — село в Шатровском районе Курганской области Российской Федерации. Административный центр Кондинского сельсовета.

## География
Село расположено между лесопосадкой и рекой Исеть. Сельский совет включает в себя также расположенные поблизости деревни Могилева, Смолина и Поротова. Ближайший поселок городского типа Каргаполье. Ближайший
город Шадринск. Крупные города в 3—4 часовом рубеже пути по автомобильной дороге Курган, Тюмень, Екатеринбург, Челябинск.
К северу от села Кондинского имеется одноимённое озеро, в котором основной промысловой рыбой является карась.

## История
До 1917 года центр Кондинской волости Шадринского уезда Пермской губернии. По данным на 1926 год состояло из 177 хозяйств. В административном отношении являлось центром Кондинского сельсовета Мехонского района Шадринского округа Уральской области.

## Население
По данным переписи 1926 года в селе проживало 763 человека (335 мужчин и 428 женщин), в том числе: русские составляли 99 % населения.